# 斯巴達克 (蘇梅州)
斯巴达克（烏克蘭語：Спартак）是位於烏克蘭東北部的村莊，由蘇梅州羅姆內區的內德里海利夫市鎮負責管轄。該村處於胡西河左岸，距離霍魯日夫卡1公里，海拔高度176米，2001年人口87。